# Bastia
Bastia er en mindre fransk provinsby. Den er hovedsæde i departementet Haute-Corse.